# Penelope Wilton
Penelope Wilton, född 3 juni 1946 i Scarborough, North Yorkshire, är en brittisk skådespelerska. Hon har spelat otaliga roller på scenen samt i film och på TV.
Wilton har studerat vid Drama Centre London. 1977 gestaltade hon Annie i Alan Ayckbourns Norman Conquest-trilogi för TV. Lustigt nog spelade hon systern Ruth i den första uppsättningen på scen i London 1974. 1981 spelade hon Desdemona mot Anthony Hopkins Othello i BBC:s Shakespearserie. Sedan 2010 medverkar hon som Isobel Crawley i TV-serien Downton Abbey. 2011 hade hon en roll i den brittiska dramakomedifilmen Hotell Marigold.
Penelope Wilton var gift med skådespelaren Daniel Massey 1975–1984 och fick en dotter tillsammans med honom. Efter skilsmässan gifte Massey om sig med Wiltons yngre syster Linda Wilton. Penelope Wiltons andra äktenskap var med Ian Holm och varade 1991–2001.

## Filmografi (i urval)
- 1976 – Joseph Andrews
- 1981 – Othello
- 1981 – Den franske löjtnantens kvinna
- 1984 – Gäss hos verkligheten
- 1986 – Ursäkta, vad är klockan?
- 1987 – Ett rop på frihet
- 1992 – Panik på hotellet
- 1995 – Carrington
- 2001 – Iris
- 2003 – Kalenderflickorna
- 2004 – Shaun of the Dead
- 2005 – Match Point
- 2005 – Stolthet & fördom
- 2010–2015 – Downton Abbey (TV-serie)
- 2011 – Hotell Marigold
- 2013 – Belle
- 2015 – Hotell Marigold 2
- 2016 – Stora vänliga jätten
- 2019 – Downton Abbey
- 2019–2020 – After Life (TV-serie)
- 2022 – Downton Abbey: En ny era
- 2025 – Downton Abbey: The Grand Finale